# サウスウエスト航空1248便オーバーラン事故
サウスウエスト航空1248便オーバーラン事故（サウスウエストこうくう1248びんオーバーランじこ）は、2005年12月8日にボルチモアからシカゴ、ソルトレイクシティを経由してラスベガスに向かっていたサウスウエスト航空1248便が、シカゴ・ミッドウェー国際空港でオーバーランした事故である。オーバーランした機体は滑走路の先にある道路を走っていた車に衝突し、6歳の子供が死亡した。
この事故は、サウスウエスト航空が起こした初めての死亡事故であり、2018年にサウスウエスト航空1380便エンジン爆発事故が起こるまではサウスウエスト航空唯一の死亡事故だった。

## 事故の経緯

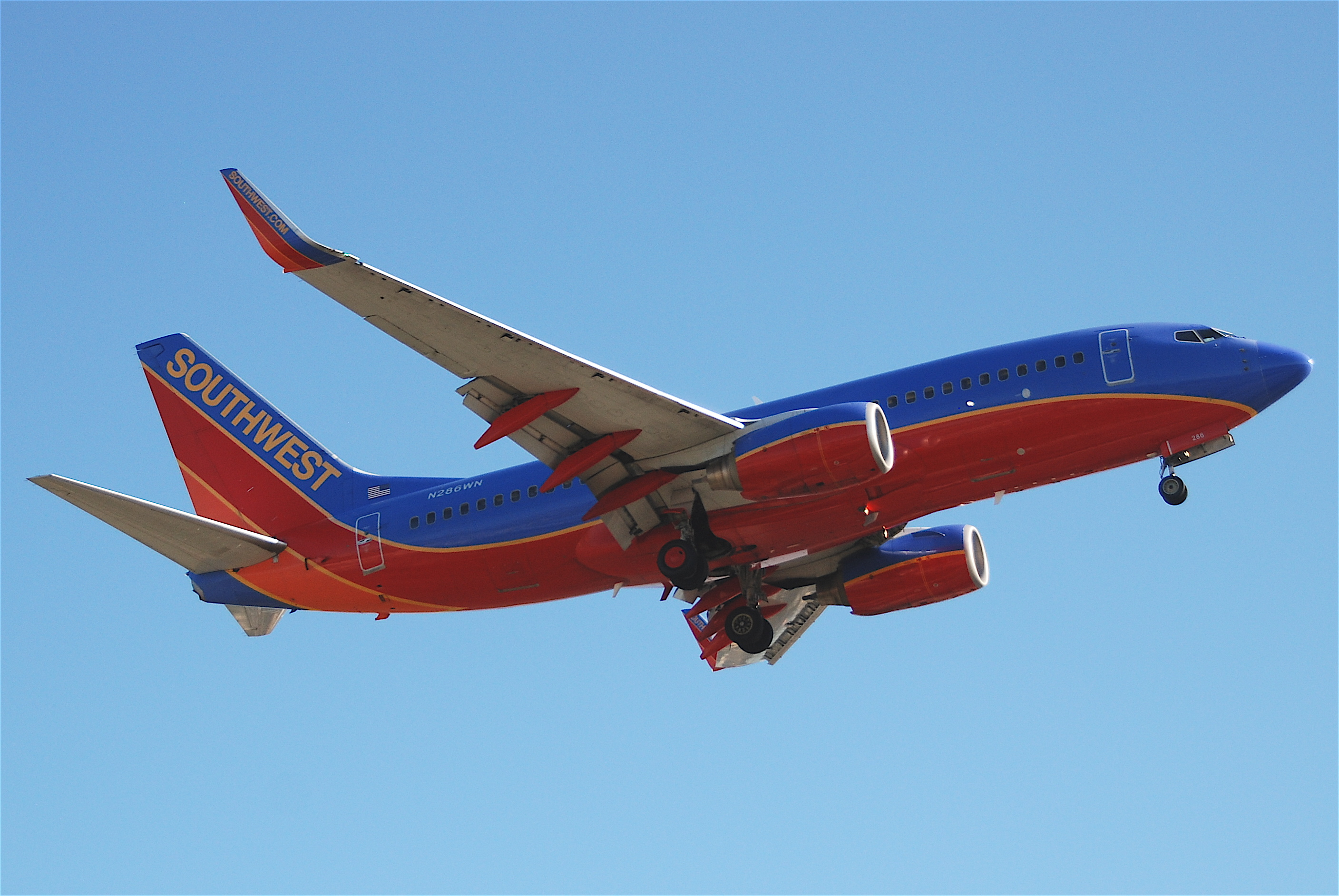
事故後修理され復帰した事故機(2011年8月10日、ロサンゼルス国際空港)

2005年12月8日、サウスウエスト航空1248便は、ボルチモア・ワシントン国際空港（ボルチモア）からシカゴ・ミッドウェー国際空港（シカゴ）、ソルトレイクシティ国際空港（ソルトレイクシティ）を経由してマッカラン国際空港（ラスベガス）に向かう予定だった。1248便はインディアナ州の北西部上空を数回旋回した後、吹雪の中で着陸を試みた。この吹雪で視界は1マイル (1.6 km)を下回っていた。
19時15分（CST）ごろ、同機は付近の積雪が8インチ (20 cm)以上ある中で着陸しようとした。空港関係者によれば、滑走路は着陸の前に除雪されていたという。最新の気象情報では東から東南東（100°）の風で風力は11ノット (20 km/h)だった。

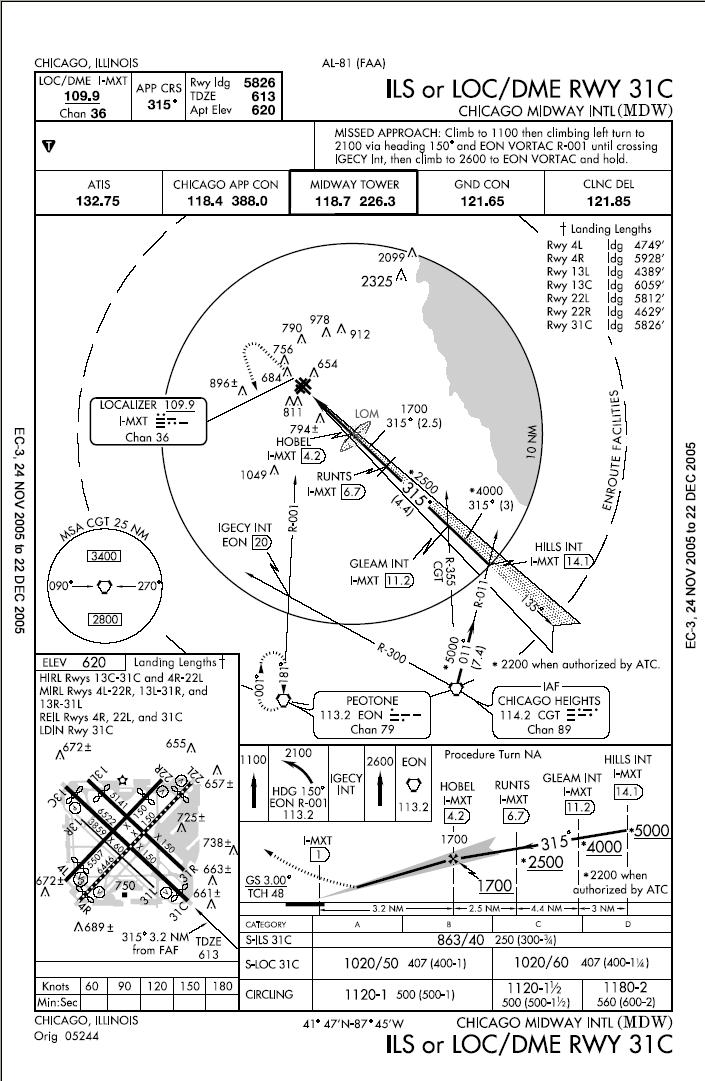
滑走路31Cのアプローチチャート

南東の風であれば、通常は滑走路13Cに向かい風で着陸するのが有利となるが、事故時の滑走路視距離は4,500フィート (1,400 m)であり、滑走路13Cに計器進入方式で進入する際の必要最低視距離を下回っていた。必要最低視距離を満たす滑走路は逆向きの滑走路31Cしかなかったので、操縦士はこれを選択したが、追い風のために対地速度は必然的に増加した。他の選択肢としては、空中で天候の好転を待つか、または別の空港へダイバートすることなどがあり、例えば飛行時間10分の位置に滑走路がもっと長いシカゴ・オヘア国際空港があった。しかしどちらを選んでもサウスウエスト航空にとってはかなりの追加出費であり、乗客にも接続便の狂いなど大きな不便をかけることになる。国家運輸安全委員会（NTSB）は、操縦士に当初の予定を守るように心理的な圧力がかかっていたことが、不利な状況にもかかわらずミッドウェー空港への着陸を決断したことに貢献した要因の一つだと特定した。CVRの記録によれば、操縦士は天候を心配しており、着陸前には映画『フライングハイ』の台詞をなぞって「こんな日は鼻薬をやめられない("I picked a bad day to stop sniffin' glue.")」などと冗談めかしていた。
NTSBの予備調査によれば、事故機は全長6,522フィート (1,988 m)の滑走路の残り4,500フィート (1,400 m)の地点に接地したが、この時の天候、風、速度、機体重量の条件で同機が安全に停止するには、すべての着陸装置が適切に機能していると仮定して5,300フィート (1,600 m)の滑走距離が必要だった。
NTSBの予備勧告によると「機長は逆推力装置のレバーを格納位置から動かせなかったと述べた。数秒後に逆推力装置が展開していないことに副操縦士が気付き、当該装置を問題なく作動させた。FDRの情報によれば逆推力装置は接地から18秒後まで展開されず、その時点では既に使用可能な滑走路は約1,000フィート (300 m)しか残っていなかった」。
1248便は滑りはじめ、目撃談によればその後前輪が壊れた。機体は空港外周のフェンスを突き破り、北西にある55番通りの交差点からすぐ南の中央通り上で停止した。交差点は交通量が多く、機体は少なくとも3台の車に衝突して車中の6歳の少年が死亡し、1台に乗っていた5人（大人2人と子供3人）に重傷を負わせ、2台目に乗っていた4人にも大怪我を負わせた。負傷者は全員がすぐに付近の病院に運ばれた。飛行機の乗客は3名が軽い怪我で病院に運ばれた。事故後に12名が病院に運ばれた。3台目の車は駐車中であり無人だった。

## 事故原因
国家運輸安全委員会は、この事故の原因は操縦士が着陸後に機体を安全に減速または停止させるために利用可能な逆推力を使用できなかったことであり、このために滑走路のオーバーランが発生したと判断した。この失敗が起きたのは、操縦士達が自動ブレーキを使用した着陸が初めてであったことと、航空機の自動ブレーキシステムに精通していなかったことにより、困難な着陸中に逆推力装置の使用から気を散らしたためである。
事故に寄与したのは、サウスウエスト航空が 1）到着着陸距離計算に関連する会社の方針と手続きに関する明確で一貫した指導と訓練を操縦士に提供しなかったこと、 2）操縦士意思決定に不可欠なプログラムに固有の前提を示さなかったオンボードパフォーマンスコンピュータのプログラミングと設計、 3）慣熟期間なしに新しい自動ブレーキ手順を実行させることを計画したこと、 4）運航の不確実性を考慮して到着評価に安全マージンを含めなかったこと、である。さらに、事故に寄与したのは、制動の悪さと5ノット (9.3 km/h)以上の追風成分を含む報告を受けた操縦士が別の空港にダイバートしなかったことである。事故の重大さに寄与したのは、滑走路31Cの両端の安全区域が限られているために必要であったアレスター・ベッドがなかったことである。

## 事故後
事故機は機体記号471WNのボーイング737-700であり、サウスウエスト航空に2004年7月に納入された。次世代機を謳う737は最新のアンチロック・ブレーキ・システムを備えていた。報告によればサウスウエスト航空が実際に自動ブレーキシステムを使い始めたのはごく最近のことで、自動ブレーキの適正な使用方法に関する操縦士訓練は不十分だった。
NTSBが調査を開始し、シカゴ市消防局長官はNTSBが現場検証を終えるまで機体を交差点から動かさないと述べた。事故機は調査を継続するために同年12月10日に機首部分を平台のトレーラーに載せて格納庫まで牽引された。
現在、新しい滑走路には両端にそれぞれ少なくとも1,000フィート (300 m)の滑走路安全区域を設けることが推奨されており、飛行機が滑走路をオーバーランしてもその中で比較的安全に減速し停止できるよう配慮されている。ミッドウェー空港は当該規則の施行前に建設されたので、滑走路安全区域はない。本事故を受けて、十分な安全区域の欠如と空港の立地状況から、ミッドウェー空港にアレスター・ベッドを設置する是非と実現性が議論された。これに加えて、市政側でも明らかに本事故を意識して空港周辺に緩衝用地を確保しようとする動きが見られた。2007年、短めのアレスター・ベッドの設置工事が始まり、まず滑走路31Cの終端分が2007年夏に完成した。それ以降、滑走路04R、13C、22Lの各終端にもアレスター・ベッドが設置されている。
シカゴ＝ミッドウェー空港で起きた死亡事故としては、本事故から33年前にユナイテッド航空553便墜落事故で45人が死亡した他、29年前に2件の事故で計7名が死亡して以来だった。
1248便の事故は、サウスウエスト航空にとって創業以来35年にして初の死亡事故だった。この事故以前の重大事故としては2000年にカリフォルニア州バーバンクで発生したサウスウエスト航空1455便オーバーラン事故があり、その際は滑走路をオーバーランして負傷者43人を出しつつも、機体は近隣にあったシェブロンのガソリンスタンド手前で停止して辛くも惨事を免れた。1248便の死亡者は乗員乗客ではなく地上で巻き込まれた1名だったが、サウスウエスト航空は死亡事故に関わった便名を廃止するという業界の慣例に倣い、以後定刻15:55のボルチモア発シカゴ行の便は1855便となり、後にはこの便名も別路線に転用された。その後この時刻に最も近い便は4279便と269便となったが、これらはより大型のボーイング737-800で運航されている。サウスウエスト航空はまた2006年7月にFAAに事故機の機体記号の変更を陳情し、同機はN286WNとなった。長い修理の後、事故機はサウスウエスト航空のミッドウェー空港にある格納庫から2006年9月にN286WNとして出庫した。
本事故の直接的な影響として、FAAは離着陸適性評価(TALPA)に向けた基準策定委員会(TALPA ARC)を組織した。2016年、TALPA ARCの勧告に基づいてFAAは空港管理者から運航乗務員に滑走路状態を通信するための新しい「滑走路状態コード」方式を採用した。